# Argumentum ad captandum
L'argumentum ad captandum è una fallacia che fa appello alle emozioni piuttosto che alla ragione al fine di accaparrarsi la credulità dei lettori o degli ascoltatori ingenui. 

## Utilizzo
È usato per descrivere «una parola ad effetto o vistosi tentativi di ottenere il favore popolare o l'applauso».
Tale argomento è comunemente riscontrabile nel discorso politico, nella pubblicità e nell'intrattenimento popolare. Il classico esempio di ad captandum è il panem et circenses con cui gli imperatori romani si garantivano il sostegno del popolo.